# Cierno Żabieniec (gromada)
Cierno Żabieniec – dawna gromada, czyli najmniejsza jednostka podziału terytorialnego Polskiej Rzeczypospolitej Ludowej w latach 1954–1972.
Gromady, z gromadzkimi radami narodowymi (GRN) jako organami władzy najniższego stopnia na wsi, funkcjonowały od reformy reorganizującej administrację wiejską przeprowadzonej jesienią 1954 do momentu ich zniesienia z dniem 1 stycznia 1973, tym samym wypierając organizację gminną w latach 1954–1972.
Gromadę Cierno Żabieniec (pisownia bez łącznika) z siedzibą GRN w Ciernie Żabieńcu utworzono – jako jedną z 8759 gromad na obszarze Polski – w powiecie jędrzejowskim w woj. kieleckim, na mocy uchwały nr 13b/54 WRN w Kielcach z dnia 29 września 1954. W skład jednostki weszły obszary dotychczasowych gromad Cierno i Caców oraz kolonia Przysów z dotychczasowej gromady Kamieniec Cierniecki ze zniesionej gminy Prząsław, a także obszar dotychczasowej gromady Zdanowice ze zniesionej gminy Nagłowice w tymże powiecie. Dla gromady ustalono 15 członków gromadzkiej rady narodowej.
Gromadę zniesiono 31 grudnia 1959, a jej obszar włączono do gromad Nagłowice (wsie Brynica Mokra i Zdanowice oraz kolonie Łopata Włodzimierska, Choinki Zdanowskie i Zawodzie) i Prząsław (wsie Caców i Cierno Żabieniec, kolonię Przysów oraz parcelację Cierno).